# یک بازی کوچک
اسرار دانته (انگلیسی: A Little Game) یک فیلم ماجراجویی کودکان به کارگردانی ایوان اُپنهایمر است که در سال ۲۰۱۴ منتشر شد.

## بازیگران
- اف. موری آبراهام
- رالف ماکیو
- جنین گرافلو
- المپیا دوکاکیس
- توا فلدشو
- ریچل درچ